# Kunstverein Roter Keil
Der Kunstverein Roter Keil ist ein Kunstverein mit Hauptsitz in Graz.
Gegründet wurde der Verein am 13. Juli 2012 von Paul Lässer, Martin Maierl und Eero Teuschl. Er befasst sich hauptsächlich mit den bildenden Künsten. Als Kunst- und Kulturverein, welcher professionell arbeitet und demokratisch geführt wird, steht das Kollektiv für eine authentische und unkonventionelle Gemeinschaft. Diese Gemeinschaft bildet die Basis einer kreativen Plattform der Kulturvermittlung und des offenen Diskurses, in dem das Schaffen im Mittelpunkt steht.

## Geschichte
Der Kunst- und Kulturverein ROTER KEIL wurde von Absolventen der HTBLVA Graz-Ortweinschule gegründet, die auf der Suche nach Platz zum Arbeiten waren. Ziel war die Entwicklung und das Betreiben eines Ateliers für die Produktion und Präsentation zeitgenössischer Kunst aller Sparten. Dazu gehört auch die Konzeption, Organisation und Durchführung von Kunstprojekten wie Ausstellungen, Symposien, Veranstaltungen, Performances, Workshops etc.
Seit September 2020 betreibt der Verein einen eigenen Schauraum (KEIL Gallery), die eine repräsentative Plattform für die Künstlervereinigung darstellt. Zudem werden inländische und ausländische Kollegen eingeladen, um ein abwechslungsreiches Kunstprogramm zu bieten.

## Namensfindung
Der Name Roter Keil wurde von den ersten Mitgliedern aus einer Auswahl verschiedenster Namen gewählt. Er steht in keinem Zusammenhang mit irgendeiner politischen Ideologie. Der Name wurde auch nicht von El Lissitzkys Plakat Schlagt die Weißen mit dem roten Keil von 1920 beeinflusst. Über den Namen wurde nicht ausführlicher nachgedacht, er wurde in einer Mobiltelefonkonferenz beschlossen – für den einzigen Zweck, die Eintragung ins Vereins-Register vornehmen zu können.

### Bedeutung
Im Nachhinein sind einige Erklärungsmodelle erdacht worden.
- Das erste Atelier des Kunstvereins ist im 5. Bezirk der Stadt Graz beheimatet, und die römische Ziffer 5 ähnelt einem nach unten zulaufenden Keil.
- Ein Keil schafft zum einen Platz, wo noch keiner ist, und füllt zum anderen auch Lücken.
- Der Keil als Tetraeder ist der erste platonische Körper
- Der Keil soll alte Strukturen aufbrechen und die Grenzen der Kunst weiten.[2]

## Atelier

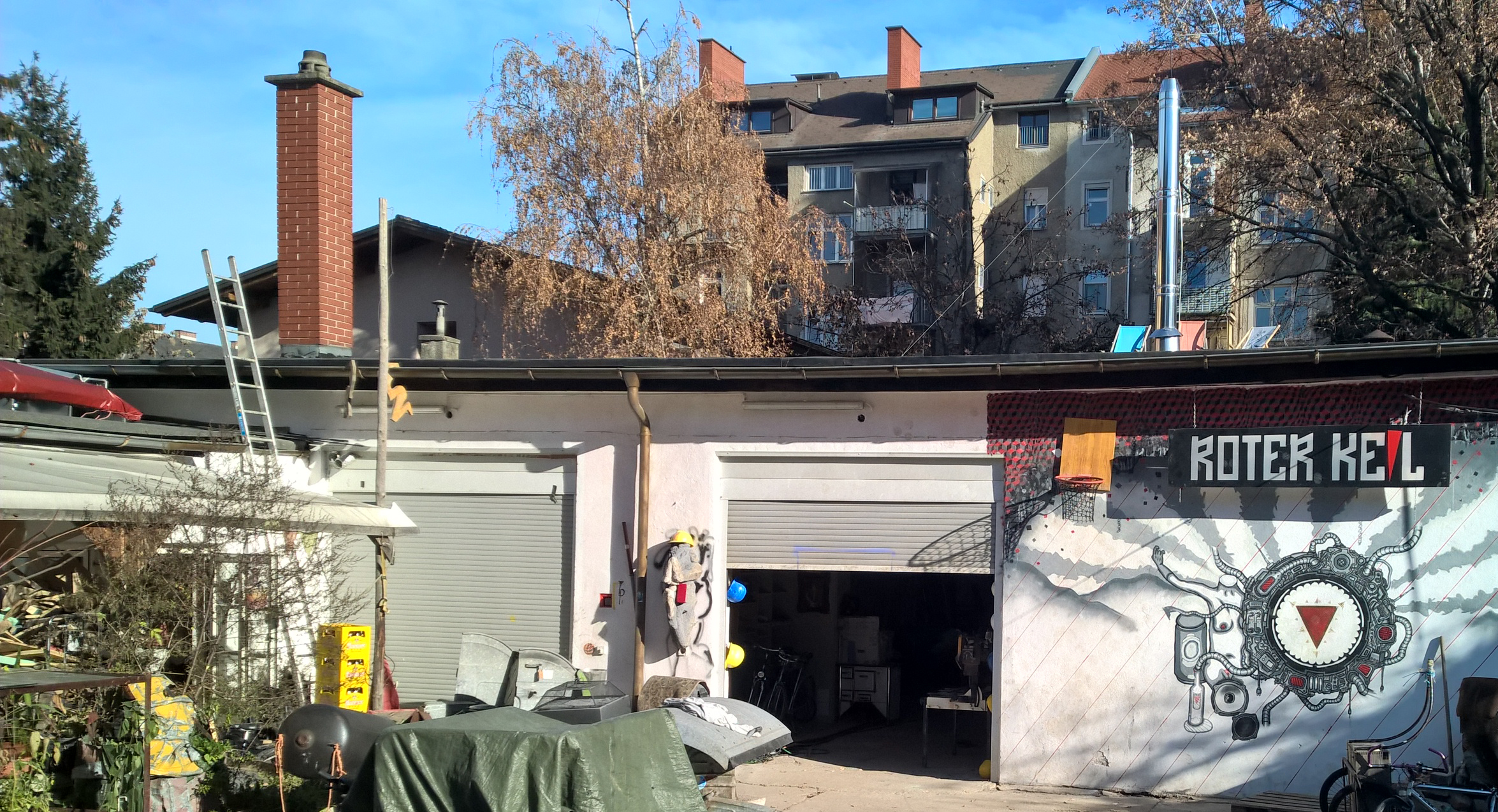
Außenansicht des Ateliers

Das Gemeinschafts-Atelier ROTER KEIL befand sich von 2012 bis 2022 auf dem Gelände einer ehemaligen Kfz-Werkstatt im Grazer Stadtbezirk Gries. 2022 siedelte die Atelier-Gemeinschaft in eine neue Werkstatt in Eggenberg und bietet den Mitgliedern des Kunstvereins ein kreatives Umfeld und Platz zur Entfaltung. Es können Materialien wie Holz, Metall, Stein, Glas, Gips und Textilien ver- und bearbeitet werden. Außerdem verfügt das Atelier über ein Siebdruck-, Malerei- und Fotolabor.
Das Zusammenkommen von Künstlern unterschiedlicher Sparten und Kompetenzen schafft einen unschätzbaren Mehrwert. Das Atelier wird daher vielfältig genutzt und ist der Nährboden für die Planung und Durchführung von Projekten sowie eine Plattform für Synergien, Austausch und Vernetzung.

## Ausstellungen und Veranstaltungen

### Ausstellungen

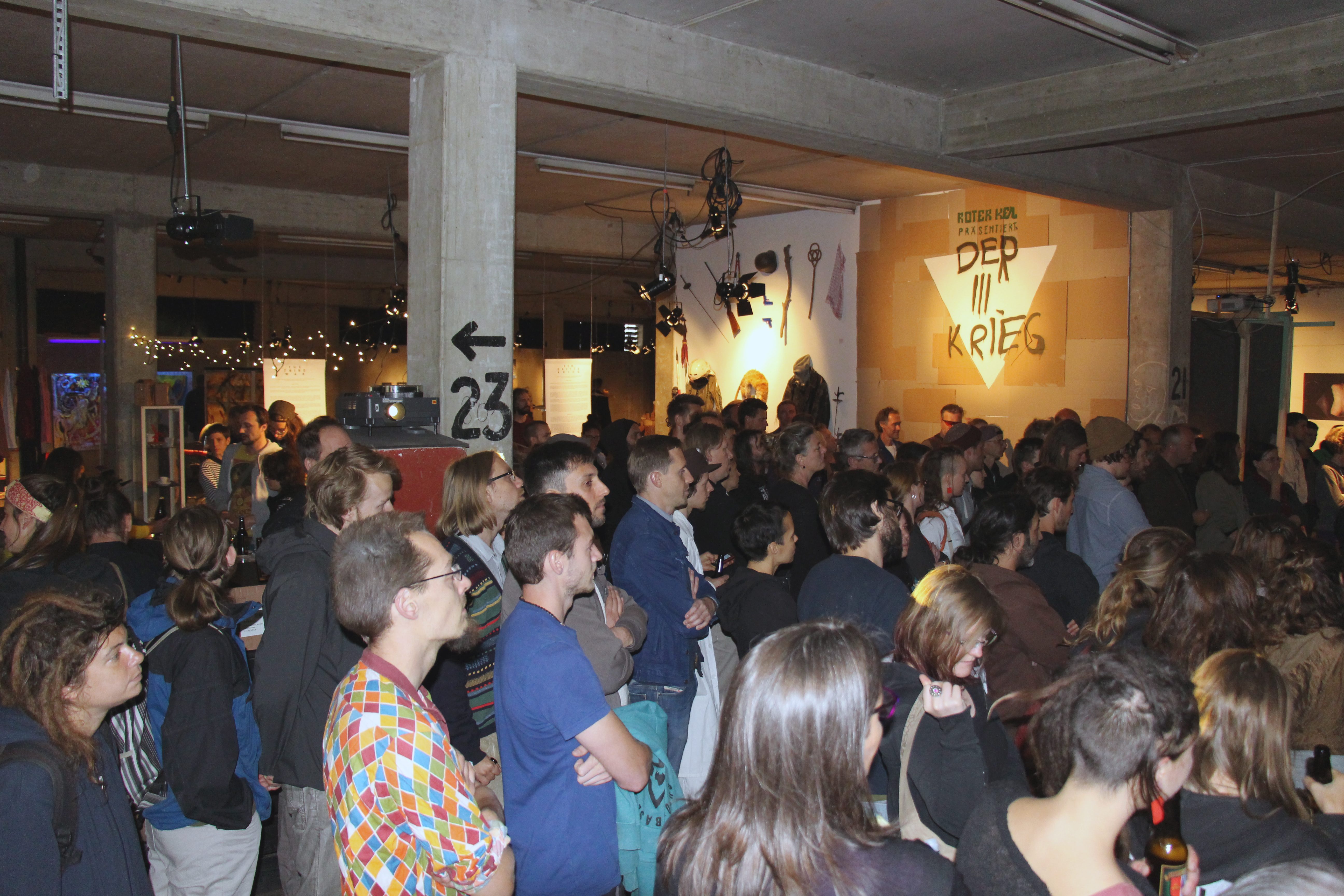
Vernissage Der 3. Krieg

- 2013  Im Schatten, Einzelausstellung – ESC, Graz
- 2013  Kunstaktion im Rahmen des Lendwirbel – Bezirk Lend, Graz
- 2013  Symposium Transformation 2 – Holz – Route 69, Leutschach
- 2014  Kathedrale der Illusionen, Einzelausstellung – Designhalle, Graz
- 2014  Symposium Transformation 3 – Stadt in Kooperation mit dem Rostfest – Eisenerz
- 2014  Teilnahme an queerograd – Volkshaus, Graz
- 2015  Teilnahme an Die Langsamkeit der Kunst des BVBK-Steiermark – Papierfabrik, Graz
- 2015  Der 3. Krieg, Einzelausstellung – Designhalle, Graz
- 2016 Kunst im Käfig, im Rahmen des Lendwirbel – Bezirk Lend, Graz
- 2016 Teilnahme an DEV9T – Belgrad, Serbien
- 2017 Ausstellung (eröffnet am 12. Mai) auf den zuvor von BAN-Recycling (Südwest-Ecke Idlhofgasse/Ungergasse) genutzten Flächen
- 2018 BYEBYEBAN, Graz
- 2018 REININGHAUS_Sommerfest, Graz
- 2018  REININGHAUS IN SPACE, Graz
- 2018  IZLOŽBA_Artists as Mentors, Zagreb
- 2019 GRAND HOTEL KEIL, Graz
- 2019 KEILEIDOSCOPE, im Rahmen des Lendwirbel und in Kooperation mit den STYRONAUTEN, Graz
- 2019 KEILKEILKEIL, KEIL Gallery Opening

### Veranstaltungen

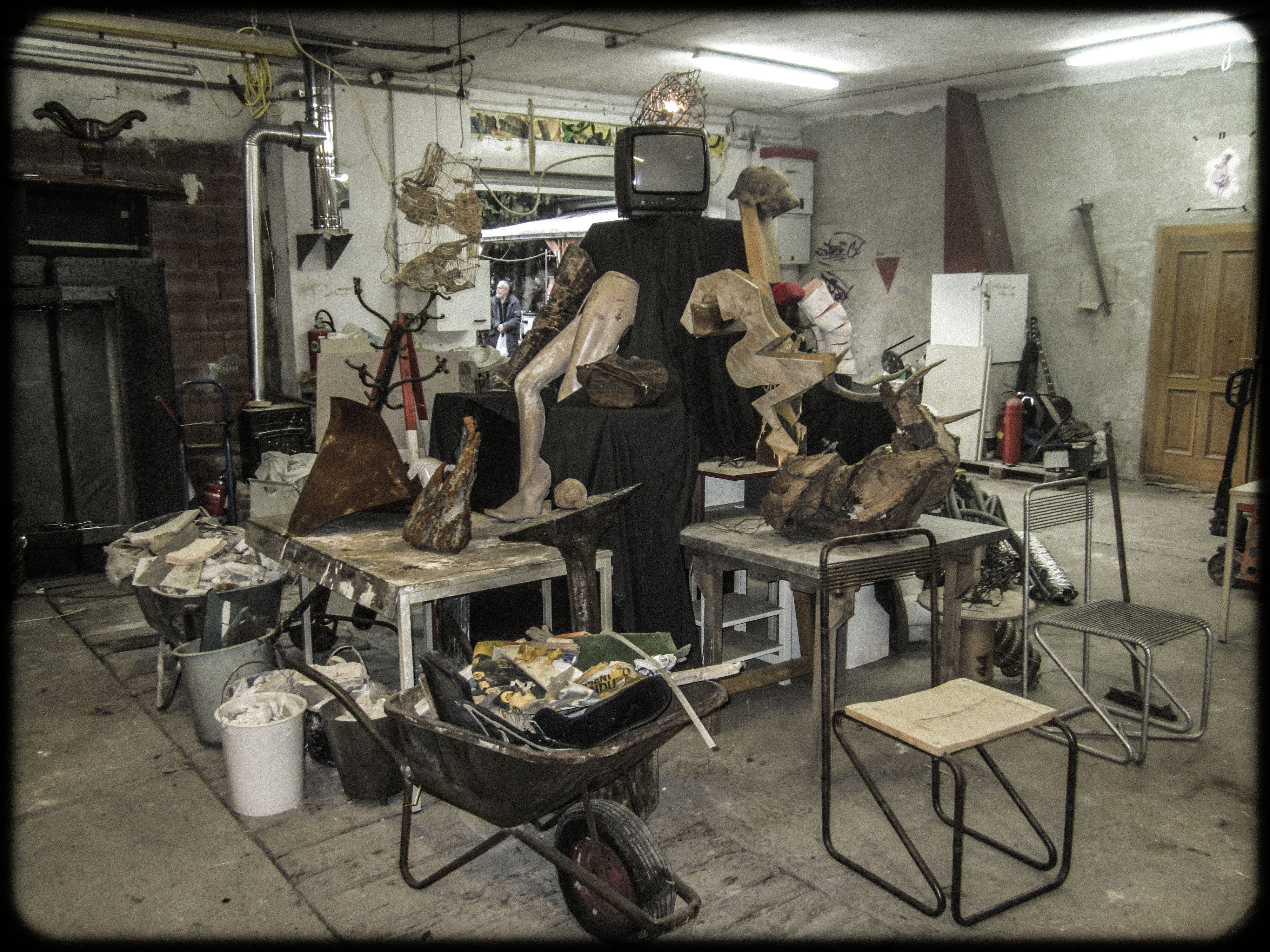
Skulptur aus mehreren Gegenständen und Arbeiten während des Weinnachtsmarkt

- 2012  Gründungsfeier, Vereinsveranstaltung – SUb, Graz
- 2012  Weihnachtsmarkt, Weihnachtsmarkt – Atelier Roter Keil, Graz
- 2013  Mureinwohner, Vereinsveranstaltung – Uhrturmkasematten, Graz
- 2013  Einjähriges Jubiläum, Nachbarschaftsfest – Atelier Roter Keil, Graz
- 2013  Grieskindlmarkt, Weihnachtsmarkt – Atelier Roter Keil, Graz
- 2014  Weinnachtsmarkt, Weihnachtsmarkt – Atelier Roter Keil, Graz
- 2015  in Kooperation mit dem Sonnenwind-Festival, Holzschnitzworkshop – Spielfeld
- 2015  Benefizveranstaltung zugute der Flüchtlinge – Kanonenbastei und Stallbastei, Graz
- 2015  Weihnachtsmarkt, Weihnachtsmarkt – Atelier Roter Keil, Graz
- 2016 Weihnachtsmarkt, Weihnachtsmarkt – Atelier Roter Keil, Graz
- 2017 Weihnachtsmarkt, Weihnachtsmarkt – Atelier Roter Keil, Graz
- 2018 Weihnachtsmarkt, Weihnachtsmarkt – Atelier Roter Keil, Graz
- 2019 GRIESKINDL MARKT, Weihnachtsmarkt – Atelier Roter Keil, Graz
- 2020 SONNWEND 2020, Symposium, Liebensdorf
- 2022 KEILFESTTAGE NO.1 -5, Abschiedsfeiern Atelier Roter Keil, Graz